# Ray Reyes
Ray Reyes León (Nueva York, 13 de marzo de 1970-Levittown, Toa Baja, 30 de abril de 2021), conocido como Ray Reyes, fue un cantante estadounidense. Se inició junto a los integrantes del grupo Menudo, con el cual estuvo en la tercera generación desde 1983 hasta 1985, y se le catalogó como una de las mejores voces que pasó por dicha agrupación.

## Carrera
Participó en series estadounidenses como The Love Boat (El barco del amor) y en programas de entrevistas como El Show de Johnny Carson. Su carrera como solista comenzó en 1986. Se estableció por dos años en Brasil, donde grabó dos discos: Minha Música, en portugués, y Una y otra vez, en español. Allí adquirió gran fama y popularidad.
En 1988, se le presentó la oportunidad de ingresar al grupo Proyecto M, donde sustituyó a Xavier Serbiá (otro ex Menudo) quien salía de dicho grupo. (Casualmente, sustituyó a Xavier Serbiá cuando él salía también de la agrupación Menudo.) Allí, trabajó con dos de sus antiguos compañeros, Johnny Lozada y René Farrait.[cita requerida]
Tras la disolución de Proyecto M, se mantuvo en contacto con el mundo de la música a través de la realización de jingles comerciales y locuciones.[cita requerida]
Incursionó en la pantalla grande con su participación en la película "Mi día de suerte" (en Puerto Rico). Y se desempeñaba como locutor y editor de videos profesionales para campañas publicitarias en ese país.[cita requerida]
Fue el organizador e integrante del grupo puertorriqueño El Reencuentro, formado por exintegrantes de Menudo: Johnny Lozada, René Farrait, Charlie Massó, Miguel Cancel y Ricky Meléndez.[cita requerida]
El tour Súbete a mi moto tuvo que cancelarse en el 2020, debido a la pandemia de coronavirus.[cita requerida]

## Vida personal
En agosto de 2018, el cantante sufrió un duro golpe emocional cuando su expareja Roxana Rosario murió a consecuencia del cáncer.
Un año más tarde, en diciembre de 2019, Ray fue centro de atención de la prensa al ser detenido en estado de embriaguez en el municipio de Toa Baja, Puerto Rico.
Ray Reyes se había divorciado por segunda vez, y tuvo dos hijos (Marcos y Cecilia Reyes), fruto de cada uno de sus dos matrimonios.

## Fallecimiento
El viernes 30 de abril de 2021, según especulaciones que circulan en redes sociales, Ray murió debido a un infarto en su residencia en Levittown, pero la familia del cantante aún guarda silencio y no han revelado oficialmente la causa de su deceso.